# Panamomops fagei
Panamomops fagei är en spindelart som beskrevs av Miller och Josef Kratochvíl 1939. Panamomops fagei ingår i släktet Panamomops och familjen täckvävarspindlar. Inga underarter finns listade i Catalogue of Life.